# Karačaj-Circassia

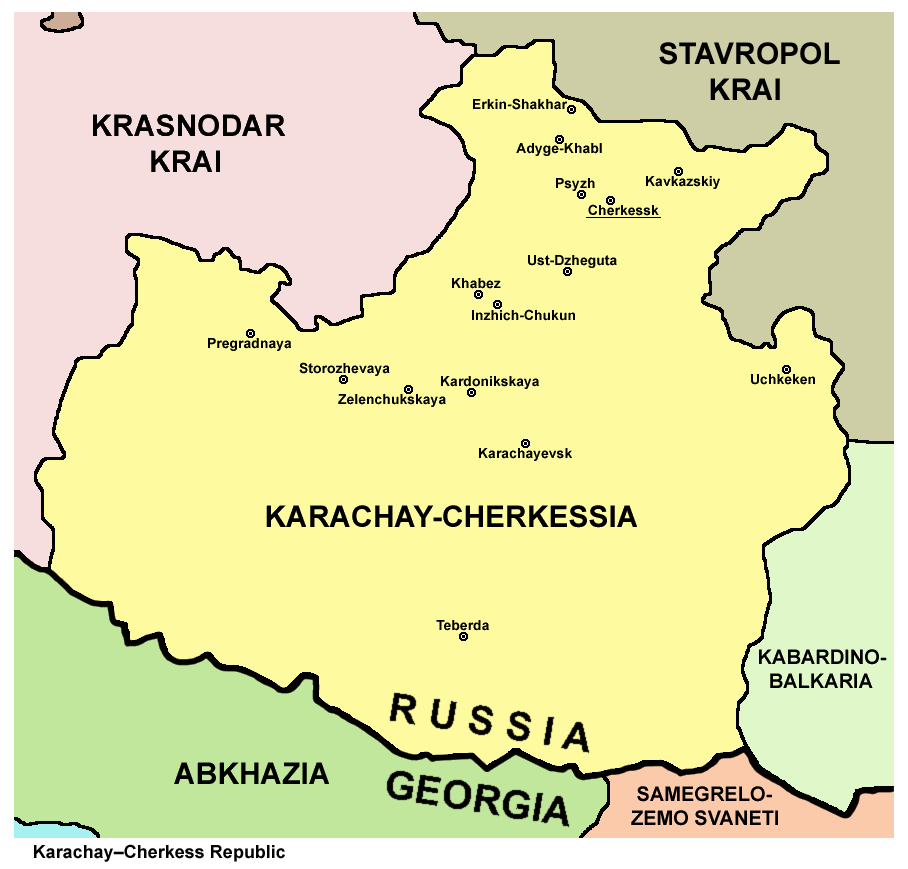

La Repubblica di Karačaj-Circassia (Circassìa o Circàssia; in russo Карача́ево-Черке́сская Респу́блика?, Karačáevo-Čerkésskaja Respúblika; in caraciai Къарачай-Черкес Республика, Qaraçay-Çerkes Respublika; in cabardo Къэрэшей-Шэрджэс Республикэ, Qărăšej-Šărdžăs Respublikă; in abazino Къарча-Черкес Республика, Qʾarča-Čerkes Respublika; in nogai Карашай-Шеркеш Республика, Karašaj-Šerkeš Respublika), nota semplicemente come Karačaj-Circassia (in russo Карачаево-Черкесия?, Karačaevo-Čerkesija; in caraciai Къарачай-Черкесия, Qaraçay-Çerkesiya; in cabardo Къэрэшей-Шэрджэс, Qărăšej-Šărdžăs), è una repubblica della Russia; si estende prevalentemente sul versante nord-occidentale del Gran Caucaso. Coperta da boschi e foreste sta cercando di sviluppare anche l'agricoltura e l'allevamento.
Fu un componente importante dell'Imamato del Caucaso.
La capitale è Čerkessk.

## Geografia antropica

### Suddivisioni amministrative
La divisione amministrativa di secondo livello della Repubblica della Karačaj-Circassia è costituita da 10 rajon (distretti) e 2 città (circondari urbani) sotto la diretta giurisdizione della Repubblica.

#### Rajon
La Karačaj-Circassia comprende 10 rajon (fra parentesi il capoluogo; sono indicati con un asterisco i capoluoghi non direttamente dipendenti dal rajon ma posti sotto la giurisdizione della oblast'):
- Abazinskij (Inžič-Čukun)
- Adyge-Chabl'skij (Adyge-Chabl')
- Chabezskij (Chabez)
- Karačaevskij (Karačaevsk*)
- Malokaračaevskij (Učkeken)
- Nogajskij (Ėrken-Šachar)
- Prikubanskij (Kavkazskij)
- Urupskij (Pregradnaja)
- Ust'-Džegutinskij (Ust'-Džeguta)
- Zelenčukskij (Zelenčukskaja)

#### Città
I centri abitati della Repubblica che hanno lo status di città (gorod) sono 4 (in grassetto quelli posti sotto la diretta giurisdizione della Repubblica e che costituiscono pertanto una divisione amministrativa di secondo livello):
- Čerkessk
- Karačaevsk
- Teberda
- Ust'-Džeguta

#### Insediamenti di tipo urbano
I centri urbani con status di insediamento di tipo urbano all'interno della Repubblica della Karačaj-Circassia sono 7 (al gennaio 2010).
- Dombaj
- Ėl'brusskij
- Mednogorskij
- Novyj Karačaj

- Ordžonikidzevskij
- Pravokubanskij
- Udarnyj